# Pedro Menéndez de Avilés
Pedro Menéndez de Avilés (Avilés, 15 de fevereiro de 1519 — Santander, 17 de setembro de 1574) foi um almirante e explorador espanhol natural da região das Astúrias, conhecido por organizar os primeiros comboios transoceânicos regulares e por fundar Saint Augustine, na Flórida em 1565. Este foi o primeiro assentamento espanhol bem sucedido em La Florida e a cidade mais importante da região, por aproximadamente trezentos anos. Saint Augustine é o mais antigo assentamento europeu continuamente habitado estabelecido nos Estados Unidos Continentais. Menéndez posteriormente tornou-se o primeiro governador da Flórida.
Menéndez fez sua carreira como marinheiro a serviço do rei espanhol, Filipe II. Seus planos iniciais para uma viagem à Flórida girava em torno da busca pelo seu filho, Juan, que havia naufragado ali em 1561. Porém, após a fundação do Forte Caroline, na atual Jacksonville pelos franceses huguenotes sob o comando de René Goulaine de Laudonnière, ele ficou encarregado de conquistar a península como adelantado. Fundou Saint Augustine em 1565, tomou o Forte Caroline e expulsou os franceses. Com a sua posição de governador agora solidificada, Menéndez se dedicou a explorar a área e a construir mais fortificações. Retornou à Espanha em 1567 e foi nomeado governador de Cuba em outubro do mesmo ano. Viajou para La Florida pela última vez em 1571, com 650 colonos para Santa Elena, junto com sua esposa e família. Menéndez morreu em Santander, Espanha, em 1574.

## Flórida
Em 1560, Pedro Menéndez comandou os galeões da grande Armada de la Carrera ou Frota do Tesouro espanhol, em sua viagem do Caribe e México para a Espanha. Foi nomeado pelo rei Filipe II da Espanha, que o escolheu como capitão-mor, e seu irmão Bartolomé Menéndez, como almirante, da Frota das Índias. Após entregar a frota do tesouro para a Espanha, pediu permissão para voltar e procurar um navio perdido, no qual estavam seu filho, outros parentes, e amigos, mas a Coroa repetidamente recusou seu pedido.
Em 1565, no entanto, os espanhóis decidiram destruir o posto avançado francês de Forte Caroline, situado onde é hoje Jacksonville. A Coroa encarregou Menéndez de preparar uma expedição para a Flórida com a condição de que explorasse e se estabelecesse na região como o adelantado do rei Filipe, e eliminasse os franceses huguenotes, que os católicos espanhóis consideravam serem hereges perigosos.
Menéndez se apressou para chegar à Flórida antes do capitão francês Jean Ribault, que estava em uma missão para proteger o Forte Caroline. As duas frotas se encontraram em uma breve escaramuça na costa, mas não foi decisiva. Em 28 de agosto de 1565, o dia comemorativo a Agostinho de Hipona, a tripulação de Menéndez finalmente avistou terra. Eles desembarcaram pouco depois para fundar o assentamento que chamaram de Saint Augustine. O assentamento foi fundado na antiga aldeia timucua de Seloy, e até hoje, os habitantes de Saint Augustine afirmam que foi aqui que Menéndez realizou a primeira missa católica no que é hoje os Estados Unidos Continentais.
Um ataque francês a Saint Augustine foi frustrado por uma tempestade violenta, que devastou as forças navais francesas. Tirando proveito disso, Menéndez deslocou suas tropas por terra em direção ao Forte Caroline, às margens do rio Saint Johns, aproximadamente 50 quilômetros ao norte. Os espanhóis dominaram facilmente a fraca guarnição de defesa francesa, que tinha sido deixada com apenas uma equipe reduzida de 20 soldados e cerca de 100 outros civis, matando a maioria dos homens e poupando apenas 60 mulheres e crianças. Os corpos das vítimas foram pendurados em árvores com a inscrição: "Enforcado, não como francês, mas como herege". Menéndez renomeou o forte para San Mateo e retornou a Saint Augustine, onde soube que os sobreviventes do naufrágio dos navios franceses tinham alcançado a terra ao sul do assentamento. Uma patrulha espanhola encontrou os remanescentes da força francesa, e os levou como prisioneiros. Menéndez aceitou a rendição, mas, em seguida, executou todos eles, exceto alguns que se disseram católicos e alguns trabalhadores protestantes com habilidades úteis, onde hoje é conhecido como Matanzas Inlet (Matanzas em espanhol significa "matanças"). O local fica muito próximo do monumento nacional Forte Matanzas, construído em 1740-1742 pelos espanhóis.

## Militarismo

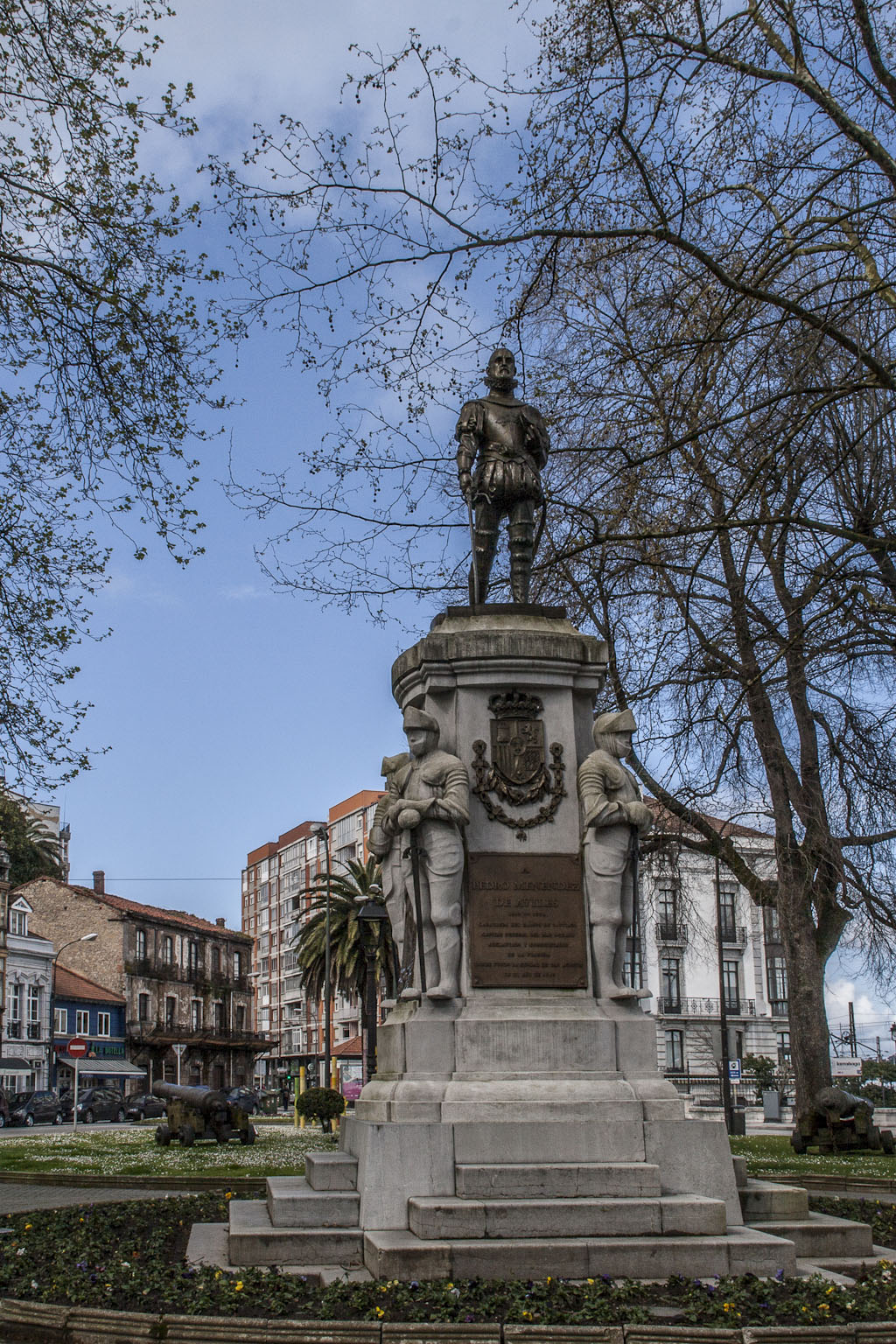
Monumento a Pedro Menéndez em Avilés, Espanha

Menéndez é creditado como o primeiro líder espanhol que pesquisou e autorizou a construção de fortalezas reais nos principais portos do Caribe. Foi nomeado capitão-mor da frota do tesouro espanhol em 1554, quando navegava com a frota das Índias e a trouxe de volta em segurança para a Espanha. Essa experiência lhe assegurou a ideia da importância estratégica do Canal das Bahamas e a posição de Havana como o porto chave para o encontro anual dos galeões da Flota do tesouro. Mais tarde, na sua qualidade de adelantado e o instrumento particular de seu desejo de soberania, Menéndez foi obrigado a implementar as políticas reais de fortificação para a defesa dos territórios conquistados em La Florida e na criação de instituições governamentais castelhanas em áreas desejáveis.
A experiência militar de Menéndez foi-lhe útil quando liderou uma expedição terrestre bem sucedida de Saint Augustine para surpreender e destruir a guarnição francesa em Forte Caroline, nas margens do rio Saint Johns. Em 20 de setembro de 1565, cento e trinta e dois franceses foram mortos dentro do forte; apenas as mulheres e crianças e alguns bateristas e trompetistas foram poupados. Menéndez deixou uma guarnição espanhola no forte capturado, agora renomeado de San Mateo (que mais tarde foi destruído e a guarnição espanhola massacrada pelos franceses em 1568, como vingança). Menéndez então perseguiu Jean Ribault, que já havia partido com quatro navios para atacar os espanhóis em Saint Augustine. Uma tempestade destruiu três dos navios franceses perto do que é hoje a entrada da enseada Ponce de Leon e a nau capitânia encalhou perto do Cabo Canaveral. Os sobreviventes seguiram pelo litoral até uma enseada, e foi aqui que Menéndez ordenou que fossem condenados à morte depois de se renderem. A matança desses homens levou a área das suas execuções a ser chamada de Matanzas (Massacres). Com a costa da Flórida agora firmemente em mãos espanholas, Menéndez se dedicou ao término da construção de um forte em Saint Augustine, à criação de missões católicas para os nativos, e à exploração da costa leste e interior da península.

## A Frota do tesouro
Pedro Menéndez de Avilés foi nomeado capitão-mor da Frota das Índias em 1554 pelo rei Filipe II de Espanha. Este posto representava enorme honra, e foi uma nomeação incomum, uma vez que a Casa de Contratação, em Sevilha, já o havia nomeado capitão-mor no passado. Filipe II e Menéndez mantinham estreita relação, Menéndez foi convidado a fazer parte do Partido Real, quando Filipe se casou com Maria I, rainha da Inglaterra. Menéndez foi o principal organizador do sistema de comboios transoceânicos regulares, que deveria se constituir no principal elo de ligação entre a Espanha e os seus territórios ultramarinos. Foi também o idealizador, em parceria com Álvaro de Bazán, dos grandes galeões, que foram utilizados para fazer o comércio entre Cádis, na Espanha e Veracruz, no México.

## Últimos anos
Menéndez viajou para o sudoeste da Flórida, à procura de seu filho. Lá, fez contato com a tribo dos calusas, um avançado povo marítimo. Negociou uma paz inicial com o seu líder, Rei Carlos, que foi solidificada pelo casamento de Menéndez com a irmã de Carlos, que tomou o nome de batismo de Antônia. O acordo de paz era frágil, e Menéndez usou sua nova esposa como refém nas negociações com o seu povo, assim como nas negociações com os inimigos dos calusas, os tocobagas, contribuindo para deteriorar ainda mais a relação entre os dois povos, que continuaram, de forma intermitente, a guerrear até o século seguinte. Menéndez não teve sucesso na localização de seu filho Juan.
Após instalar uma guarnição espanhola de duzentos homens mais acima na costa, Menéndez seguiu de navio para o litoral da atual Geórgia e fez contato com os índios locais da ilha de Santa Catarina antes de voltar para a Flórida, onde expandiu o poder espanhol em todo o sudeste da Flórida. Em 1567 seguiu para o sul e fez contato com os ais (Jece), ao atingir o rio Indian perto da atual Vero Beach.
Em dezembro de 1571, Menéndez navegou da Flórida até Havana com duas fragatas, quando, como ele conta, "eu naufraguei no Cabo Canaveral devido a uma tempestade que veio sobre mim, e outro barco se perdeu a quinze léguas mais adiante no canal das Bahamas, em um rio que eles chamam de Ais, porque é o nome do cacique da tribo, por um milagre alcançamos o forte de Saint Augustine com dezessete pessoas que estavam comigo. Três vezes os índios deram a ordem para me atacar, e o jeito de escapar deles foi por ingenuidade e despertando o medo neles, dizendo-lhes que atrás de mim muitos espanhóis estavam vindo e que iriam matá-los se os encontrassem". Os ais, assim como os tequestas e os calusas, mostraram-se hostis aos colonos espanhóis promovendo ataques continuados até 1670.
Menéndez posteriormente fez contato com os tequestas, a tribo menos hostil, onde hoje está situada El Portal (Miami) e foi capaz de convencer três chefes a acompanhá-lo até Cuba como tradutores para o contato com os aruaques. Embora Menéndez tivesse deixado na aldeia tequesta os missionários jesuítas Francisco de Villareal e o padre Rogel, na tentativa de converter os tequestas ao catolicismo romano, a tribo ficou indiferente aos seus ensinamentos e os jesuítas retornaram a Saint Augustine, depois de um ano.
Em agosto de 1572, Menéndez levou um navio com trinta soldados e marinheiros para se vingar pela morte dos jesuítas da Missão Ajacán na atual Virgínia.
No final de sua vida, foi nomeado governador de Cuba pouco após sua chegada. Morreu em Santander em 17 de setembro 1574.

## Família

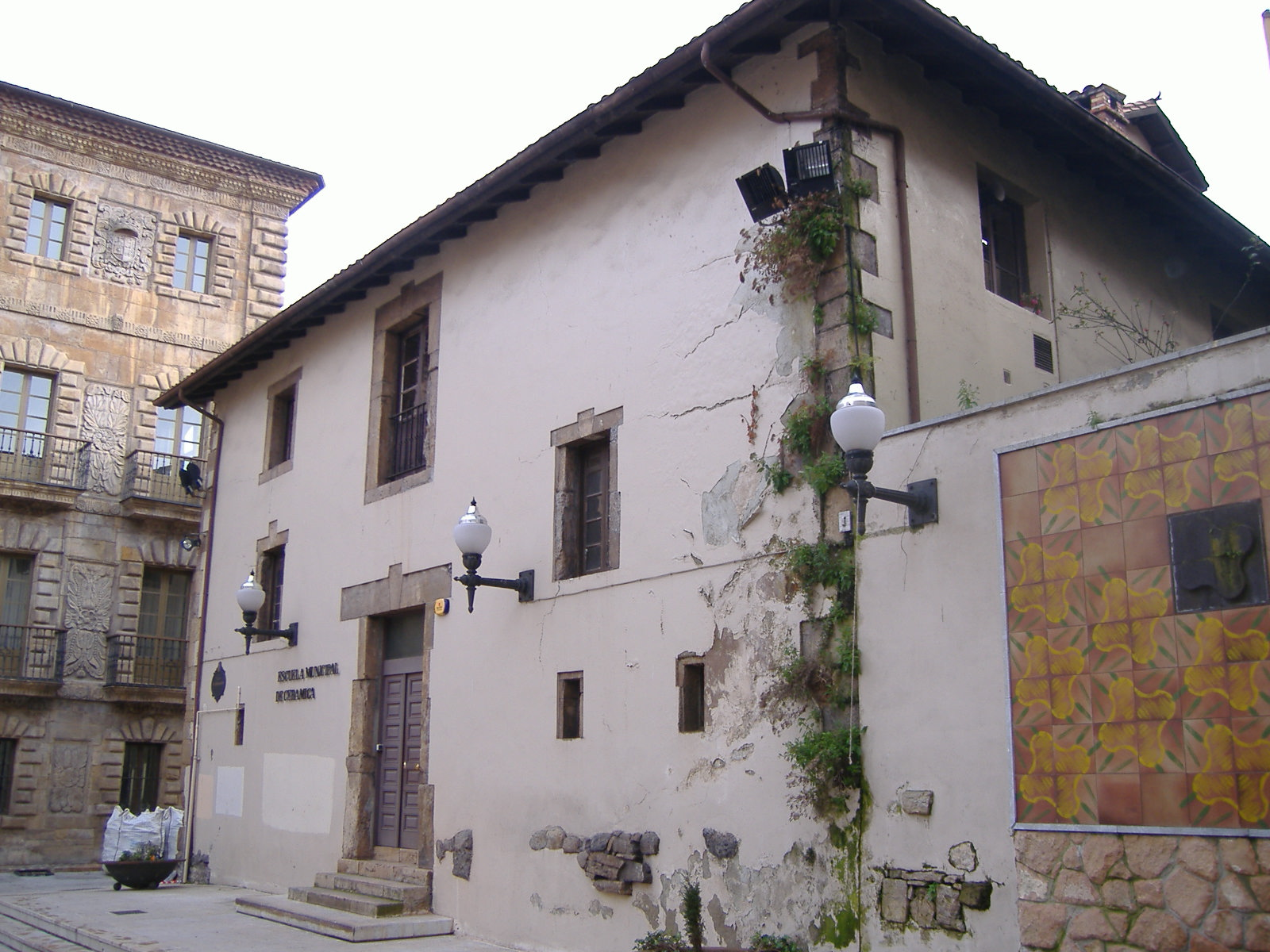
A casa em Avilés onde nasceu Pedro Menéndez de Avilés

Pedro Menéndez de Avilés nasceu de uma antiga família nobre, no reino das Astúrias. Era um dos filhos mais novos de Juan Alfonso Sánchez de Avilés, que tinha servido aos Reis Católicos na guerra de Granada, e de María Alonso y Menéndez Arango. Seus pais tiveram vinte filhos, e Pedro ainda era criança quando seu pai morreu. Quando Dona Maria se casou novamente, o menino foi enviado para viver com um parente que prometeu cuidar de sua educação. Pedro e seu guardião não se davam bem, e ele fugiu de casa. Foi encontrado seis meses depois, em Valladolid e levado de volta para seu lar adotivo. Posteriormente, partiu para lutar em uma das guerras contra a França, servindo em uma pequena armada contra os corsários franceses que prejudicavam o comércio marítimo da Espanha.
Após dois anos de luta Menéndez voltou para a sua família, pois havia concebido um plano para usar parte de sua herança na construção de sua própria embarcação. Construiu um patacho, um pequeno, porém veloz barco à vela, adequado para patrulhar a costa. Conseguiu também convencer alguns parentes a velejarem com ele em busca de aventura. Foi nesse pequeno navio que o jovem Menéndez obteve a sua primeira vitória no comando da embarcação, no confronto com corsários franceses que atacaram três lentos cargueiros espanhóis na costa da Galícia. De maneira ousada e astuta ele separou as duas velozes zabras (fragatas de Biscaia) que o perseguiam, capturou as duas, e pôs em fuga a terceira. As façanhas de Pedro Menéndez logo se tornaram tema das conversas nos litorais da Espanha e da França, e até mesmo nas cortes reais. Os mercadores de Sevilha e da associada Casa de Contratação (Casa de Comércio) ficaram invejosos do sucesso das aventuras de Menéndez e sua crescente influência com a Coroa. Em 1561 ele foi preso por funcionários da Casa por suposto contrabando, mas Menéndez conseguiu que seu caso fosse transferido para um tribunal e ganhou a sua libertação.
Filipe II de Espanha ficou alarmado quando recebeu da França o relato do espião espanhol Dr. Gabriel de Enveja, de que Jean Ribault havia assegurado para si o título de "capitão-mor e vice-rei da Nova França", e que uma expedição de navios, soldados e suprimentos estava sendo formada em Dieppe para uma viagem à Flórida - mais de 500 arcabuzeiros e muitos canhões de bronze desmontados foram levados a bordo dos navios. Menéndez estava agora disponível para servir aos propósitos do rei, depois de ter-lhe sido concedida uma nomeação de adelantado de La Florida, e a promessa de receber uma grande doação de terras e o título de marquês caso fosse bem sucedido em sua missão. Ele alertou o rei da importância estratégica de explorar a costa da Flórida a fim de descobrir rotas comerciais para as riquezas da China e ilhas Molucas - vias navegáveis que levassem até as minas da Nova Espanha e o Pacífico - e de construir defesas em diversas áreas para proteger o território contra incursões de índios e potências estrangeiras.
Menéndez esperava trazer grandes lucros para si e aumentar o tesouro real com este empreendimento na Flórida, que incluía o desenvolvimento da agricultura, da pesca, e o extrativismo. Este ambicioso empreendimento foi apoiado material e politicamente por sua aliança de parentesco de dezessete famílias do norte da Espanha, todas ligadas por relações de sangue e casamento, que comprometia suas pessoas e as suas fortunas ao adelantado, na esperança de enriquecerem com as grandes concessões de terras e as honrarias reais de funcionários civis e militares em La Florida. O apoio desta elite familiar de parceiros compartilhando sua visão de aumento de propriedades e reforçado prestígio deu a Menéndez um quadro fiel de tenentes e oficiais que não só tinham ligação de sangue com ele, mas também investiram seu futuro em seu sucesso.

## Recursos primários
- «Pedro Menéndez de Avilés Sailing Order» (em inglês). , 3 de julho de 1572. Das Coleções da Biblioteca do Congresso